# La Brioche (Manet)
Pour les articles homonymes, voir La Brioche.
La Brioche est une peinture à l'huile  sur toile réalisée par l'artiste français Édouard Manet en 1870. Elle fait partie de la collection du Metropolitan Museum of Art, où elle est exposée dans la galerie 810.
La peinture a été réalisée d'après La Brioche, un nature morte de Jean Siméon Chardin datant de 1763, et conservée au musée du Louvre, à Paris. Le don au musée de ce tableau par Louis La Caze en 1869 a incité Manet à produire sa propre version en 1870. Dans l'œuvre de Manet, la brioche est accompagnée de pêches et de prunes.

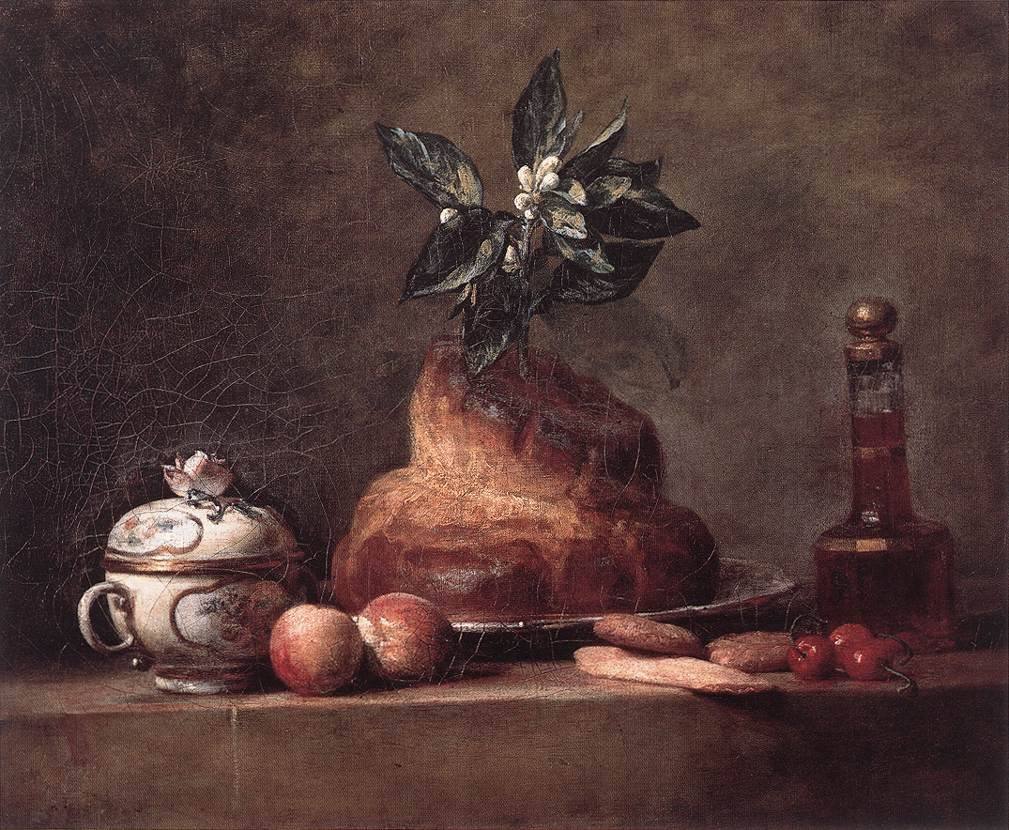
La Brioche de Jean Siméon Chardin, de 1763, au musée du Louvre.